# 白石車站 (宮城縣)
白石車站（日语：〔〕／ Shiroishi eki */?）是一由東日本旅客鐵道（JR東日本）所經營的鐵路車站，位於日本宮城縣白石市字澤目，是東北本線沿線的車站之一，也是白石市的主車站。白石車站在業務上是由白石藏王管理，管轄上則屬於仙台支社的業務範圍。由於與新幹線專用的白石藏王之間相距約1公里，之間有隸屬於宮城巴士的接駁車往返。

## 簡介
在購買JR系統的長途車票時，車票上會以「(北)白石」的方式標示白石車站，其中「北」字是東北本線的縮寫。之所以如此標示主要的原因是JR系統中共有三個名稱一模一樣的白石車站，除了此處的宮城縣白石車站外，還存在有北海道的白石車站（函館本線）與九州熊本縣的白石車站（肥薩線），這種三站同名的例子在JR系統中是非常稀有的。在三個白石車站中，宮城縣與北海道的白石車站是姊妹車站，因為當初札幌市白石區是由仙台藩白石領（今日的宮城縣白石市）的片倉氏一族前往屯墾，因此將屯墾地以故鄉的名字命名之，而造成日後兩個白石車站命名相同。
2002年時，白石車站以「距離在德川幕府的一國一城令中逃過被拆除命運的白石城之最近車站」（徳川幕府の一国一城令から免れた白石城への最寄り駅）之評語，入選東北車站百選。

## 車站
白石車站內設置有一座一條乘車線的側式月台與一座兩條乘車線的島式月台，合計2面3線。

### 月台配置
| 月台 | 路線      | 方向 | 目的地     | 備註                   |
| ---- | --------- | ---- | ---------- | ---------------------- |
| 1    | ■東北本線 | 下行 | 往仙台方向 |                        |
| 2    | ■東北本線 | 下行 | 往仙台方向 | 由自本站發車的列車使用 |
| 2    | ■東北本線 | 上行 | 往福島方向 | 由自本站發車的列車使用 |
| 3    | ■東北本線 | 上行 | 往福島方向 |                        |
| 3    | ■東北本線 | 下行 | 往仙台方向 | 由自本站發車的列車使用 |

## 相鄰車站
東日本旅客鐵道
■東北本線
□快速「仙台城市快速」
藤田－白石－大河原
■普通
越河－白石－東白石

## 外部連結
- （日語）白石車站（JR東日本） （页面存档备份，存于）